# Yoon Suk-yeol
Yoon Suk-yeol (korejski: 윤석열 ; Seul, 18. prosinca 1960.) južnokorejski je političar i odvjetnik, te trenutni predsjednik Južne Koreje od 2022. godine. Član je Stranke narodne moći. Bio je glavni tužitelj Južne Koreje od 2019. do 2021. pod predsjednikom Moon Jae-inom.

## Životopis
Yoon je rođen 1960. u Seongbuk okrugu Seula, a odrastao je u okrugu Seodaemun. Njegov otac, Yoon Ki-jung, rođen je u Nonsanu 1931. i bio je professor emeritus ekonomije na Sveučilištu Yonsei, te član Nacionalne akademije znanosti Južne Koreje. Njegova majka, Choi Seong-ja, rođena je u Gangneungu, te je predavala na ženskom Sveučilištu Ewha, prije nego se udala. Yoon je pohađao Nacionalno sveučilište u Seulu. U svojstvu šefa Ureda tužitelja središnjeg okruga Seula odigrao je ključnu ulogu u osuđivanju bivših predsjednika Park Geun-hye i Lee Myung-baka za zlouporabu ovlasti. Predsjednik Moon Jae-in imenovao je Yoona glavnim tužiteljem Južne Koreje u srpnju 2019. Tijekom Yoonovog vodstva, Ured glavnog tužitelja proveo je istrage protiv Cho Kuka, utjecajne osobe u Moonovoj administraciji, što je dovelo do Choove ostavke na poziciju ministra pravde.

### Politička karijera
Yoonovi sukobi s Moonovom administracijom doveli su do njegove ostavke na poziciju glavnog tužitelja u ožujku 2021., te do njegovog uspona kao predsjedničkog kandidata među konzervativnim glasačima uoči predsjedničkih izbora 2022. godine.
U srpnju 2021. se pridružio desničarskoj Stranci narodne moći. Smatran konzervativnim i ekonomski liberalnim, Yoon je obećavao ekonomsku deregulaciju i mjere poput ukidanja Ministarstva za ravnopravnost spolova i obitelji. Yoon je 9. ožujka 2022. tijesno pobijedio kandidata Demokratske stranke Leeja Jae-myunga i preuzeo dužnost predsjednika 10. svibnja 2022.

#### Kriza izvanrednog stanja 2024.
Dana 3. prosinca 2024. Yoon je proglasio izvanredno stanje u Južnoj Koreji uz obećanje da će »ponovno izgraditi demokratsku i slobodnu Koreju« nakon što je nazvao neke južnokorejske političare »komunistima«. U skladu s tim, Yoon je navodno bez znanja Ministarstva obrane i Združenog glavnog stožera naredio da se u Sjevernu Koreju pošalju dronovi kako bi uzrokovao vojni sukob dviju država. Dekret je Narodna skupština, parlamentarno tijelo, ubrzo proglasila nevažećim nakon jednoglasnog glasovanja (190 : 0), no vojno zapovjedništvo izjavilo je da će izvanredno stanje trajati dok ga predsjednik ne ukine. Nekoliko sati nakon glasovanja Skupštine, Yoon je pristao ukinuti dekret uslijed sastanka s članovima vlade.